# Saison 1916-1917 de la PCHA
Saison précédente Saison suivante
La saison 1916-1917 est la sixième saison de l'Association de hockey de la Côte du Pacifique (souvent désignée par le sigle PCHA en référence à son nom anglais : Pacific Coast Hockey Association), ligue de hockey sur glace d'Amérique du Nord. Chacune des quatre équipes qui commencent la saison doit jouer vingt-quatre parties ; à la fin du calendrier, les Metropolitans de Seattle sont la meilleure équipe de la PCHA et remportent le titre de champions de la ligue. Par la suite, ils remportent la finale de la Coupe Stanley en battant les Canadiens de Montréal de l'Association nationale de hockey.

## Contexte
Avant les débuts de la saison régulière, un changement important a lieu dans la PCHA : l'équipe de Victoria est déménagée et devient les Canaries de Spokane dans l'État de Washington ; il ne reste alors qu'une seule équipe sur le territoire canadien pour trois équipes aux États-Unis. Bernie Morris finit meilleur pointeur de la saison avec cinquante-quatre points, un record pour la PCHA. Thomas Dunderdale totalise un nombre record pour la PCHA de 141 minutes de pénalités, record qui ne sera jamais dépassé dans la PCHA.
Les Metropolitans de Seattle finissent la saison en tête du classement alors qu'ils occupent cette première place depuis le 30 décembre et une victoire 7-4 sur les Millionnaires de Vancouver ; ils comptent à la fin du calendrier seize victoires pour huit défaites. Il apparaît finalement que le déménagement de l'équipe de Victoria pour devenir les Canaries de Spokane n'est pas une bonne idée : le public n'accroche pas et le dernier match de la saison entre Spokane et Vancouver est même annulé.

## Saison régulière

### Résultats des matchs
| Date    | Visiteurs | Score               | Locaux    |
| ------- | --------- | ------------------- | --------- |
| 1-déc   | Spokane   | 5–4                 | Portland  |
| 2-déc   | Seattle   | 2–6                 | Vancouver |
| 5-déc   | Portland  | 3–4 (11 min P)      | Seattle   |
| 5-déc   | Vancouver | 4–6                 | Spokane   |
| 8-déc   | Seattle   | 2–5                 | Portland  |
| 9-déc   | Spokane   | 6–9                 | Vancouver |
| 12-déc  | Portland  | 5–7                 | Spokane   |
| 12-déc  | Vancouver | 7–6 (13 min 40 s P) | Seattle   |
| 15-déc  | Vancouver | 3–5                 | Portland  |
| 15-déc  | Spokane   | 0–4                 | Seattle   |
| 19-déc  | Seattle   | 3–1                 | Spokane   |
| 23-déc  | Portland  | 5–7                 | Vancouver |
| 26-déc  | Vancouver | 2–7                 | Seattle   |
| 26-déc  | Portland  | 2–6                 | Spokane   |
| 29-déc  | Spokane   | 5–10                | Portland  |
| 30-déc  | Seattle   | 7–4                 | Vancouver |
| 2-janv  | Portland  | 7–4                 | Seattle   |
| 5-janv  | Vancouver | 3–5                 | Portland  |
| 5-janv  | Seattle   | 1–5                 | Spokane   |
| 9-janv  | Spokane   | 1–3                 | Seattle   |
| 9-janv  | Portland  | 4–5                 | Vancouver |
| 12-janv | Vancouver | 3–12                | Seattle   |
| 12-janv | Portland  | 3–5                 | Spokane   |
| 16-janv | Seattle   | 6–2                 | Portland  |
| 19-janv | Portland  | 3–8                 | Seattle   |
| 20-janv | Spokane   | 3–6                 | Vancouver |
| 23-janv | Vancouver | 8–5                 | Spokane   |
| 26-janv | Spokane   | 5–4                 | Portland  |
| 27-janv | Seattle   | 2–3                 | Vancouver |
| 30-janv | Spokane   | 2–4                 | Seattle   |
| 30-janv | Vancouver | 7–11                | Portland  |
| 2-févr  | Seattle   | 16–1                | Spokane   |
| 3-févr  | Portland  | 1–6                 | Vancouver |
| 6-févr  | Portland  | 3–4 (3 min P)       | Spokane   |
| 6-févr  | Vancouver | 4–8                 | Seattle   |
| 9-févr  | Seattle   | 1–5                 | Portland  |
| 10-févr | Spokane   | 1–8                 | Vancouver |
| 13-févr | Spokane   | 8–12                | Vancouver |
| 13-févr | Portland  | 2–5                 | Seattle   |
| 16-févr | Spokane   | 1–9                 | Portland  |
| 17-févr | Seattle   | 2–4                 | Vancouver |
| 20-févr | Vancouver | 4–6                 | Portland  |
| 23-févr | Spokane   | 7–9                 | Seattle   |
| 24-févr | Portland  | 4–5                 | Vancouver |
| 27-févr | Spokane   | 0–7                 | Seattle   |
| 2-mars  | Spokane   | 5–11                | Vancouver |
| 2-mars  | Seattle   | 4–3                 | Portland  |
|         | Vancouver | Match annulé        | Spokane   |

### Classement
| Équipe                     | PJ | V  | D  | N | BP  | BC  |
| -------------------------- | -- | -- | -- | - | --- | --- |
| Metropolitans de Seattle   | 24 | 16 | 8  | 0 | 125 | 80  |
| Millionnaires de Vancouver | 24 | 14 | 9  | 0 | 71  | 124 |
| Rosebuds de Portland       | 24 | 9  | 15 | 0 | 114 | 112 |
| Canaries de Spokane        | 24 | 8  | 15 | 0 | 89  | 143 |

## Coupe Stanley

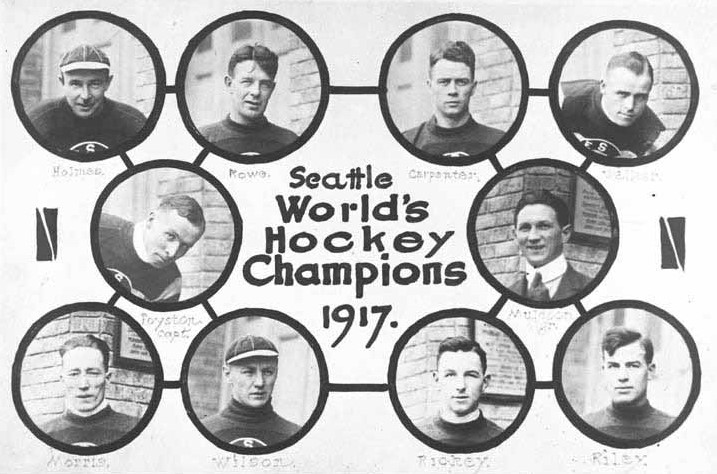
Photomontage des Metropolitans de Seattle champions 1917 de la Coupe Stanley.

En finissant premiers de la PCHA, les Metropolitans ont donc le droit de jouer une série pour la Coupe Stanley contre les champions de l'Association nationale de hockey, les Canadiens de Montréal. Le premier match de la série est joué avec sept joueurs en même temps sur la glace pour chaque équipe, selon le règlement en vigueur dans la PCHA, alors que la série se joue au meilleur des cinq matchs ; les Canadiens l'emportent huit buts à quatre grâce à quatre buts de Didier Pitre pour Montréal. Les Metropolitans réagissent lors des deux matchs suivant en remportant les deux rencontres 6-1 et 4-1. Le quatrième match se joue le 26 mars devant une foule compacte et les joueurs locaux de Seattle remportent cette nouvelle confrontation 9-1 et deviennent ainsi la première équipe basée aux États-Unis à remporter la Coupe Stanley. Au total, le score est de vingt-trois à onze, avec quatorze des buts des vainqueurs inscrits par Bernie Morris – dont six au cours du quatrième match. Les joueurs de Seattle touchent alors une prime de 180 dollars chacun pour leur victoire.
L'effectif sacré champion est le suivant :
- Gardien de but : Harry « Hap » Holmes
- Défenseurs : Robert « Bobby » Rowe (capitaine), Roy Rickey, Eddie Carpenter
- Centre : Bernie Morris
- Rover : Jack Walker
- Ailiers : Frank Foyston, James « Jim » Riley et Carol « Cully » Wilson
- Président et entraîneur : Pete Muldoon